# Universidad Nacional del Litoral
La Universidad Nacional del Litoral es una de las universidades públicas más importantes de la República Argentina. Fue creada por la Ley Nacional N° 10.861, promulgada por el presidente Hipólito Yrigoyen el día 17 de octubre de 1919, sobre la base de los estudios de derecho existentes en la Universidad de Santa Fe (desde 1889), y de la Escuela Industrial (creada en 1909). Fue la primera universidad nacida bajo el impulso de la Reforma Universitaria de 1918, que proclamó al país y a toda América Latina los principios de autonomía universitaria, cogobierno con participación del movimiento estudiantil, la laicidad, y la periodicidad y libertad de cátedra.
La Universidad es fruto de arduas gestiones de gobernantes y legisladores de la provincia y de la movilización estudiantil y de toda la ciudadanía santafesina. Nace como una universidad regional, ya que comprendía escuelas e institutos asentados en las ciudades de Santa Fe, Paraná, Rosario y Corrientes. La creación de la Universidad revistió características novedosas debido a que abarcaba Facultades y escuelas ubicadas en distintas ciudades de la región.
Las primeras Facultades fueron la de Derecho y la de Química Industrial y Agrícola.
El edificio del Rectorado, cuya construcción finalizó en 1935, ha trascendido por los acontecimientos históricos que en el mismo tuvieron lugar. Entre ellos cabe señalar que la sala del Paraninfo fue sede en dos oportunidades de la Convención Nacional Constituyente, en 1957 y en 1994, y también del primer debate presidencial obligatorio de la Historia argentina, en 2019.

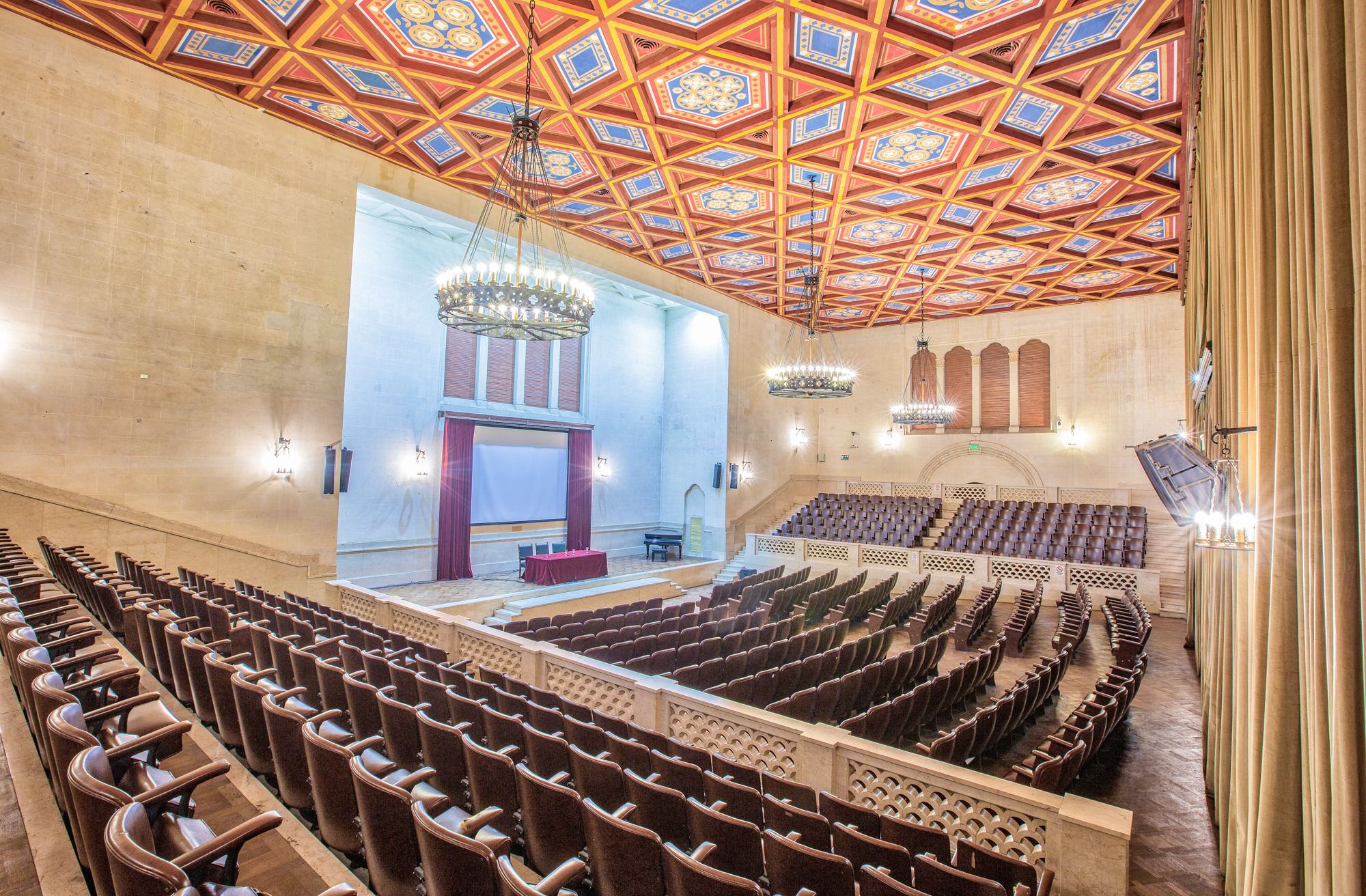
Imagen del Paraninfo de la Universidad Nacional del Litoral. Ubicado en la Manzana Histórica, este edificio fue sede de las reformas de la Constitución Nacional y del primer Debate Presidencial.

La institución también cuenta con la editorial Ediciones UNL y varios medios de comunicación: Las dos emisoras LT 10 Radio Universidad (AM 1020 kHz), Radio La X (FM 103.5 MHz), el diario digital unlvirtual.edu.ar y el canal Litus TV.

## Historia
La Universidad nació como Universidad de Santa Fe por iniciativa del entonces gobernador, José Gálvez quien sería, además de su mentor, su primer Rector. La Ley Provincial de creación data del 16 de octubre de 1889, lo cual convirtió a esta universidad en la tercera de la Argentina. Esta Universidad fue una continuación de las Facultades Mayores anexas al Colegio de la Inmaculada Concepción (Ley provincial de 1868) y, a la vez, una ruptura en tanto ésta difería sustancialmente de su antecesora en su espíritu y concepción al decir de J. Gálvez. El proyecto de Ley enviado por el Poder Ejecutivo Provincial expresaba “La Universidad tendrá por objeto el estudio del derecho y demás ciencias sociales, el de las ciencias físico-matemáticas y el de las que en adelante se determine por la ley” (artículo 2). Es así que más tarde se incorporan los estudios de farmacia y obstetricia.
Al iniciar el nuevo siglo surgió de sus mismos claustros un movimiento renovador —asociado al movimiento democratizador de principios de siglo XX— que protagonizaría durante siete años la lucha por la nacionalización de la propia universidad, logrando la aprobación de la ley n°10.861 que llevó a la creación de la Universidad Nacional del Litoral. La sede estaría radicada en la ciudad de Santa Fe y las facultades se organizarían en dicha ciudad. En 1916 se reunió un Comité Popular Pro-Universidad Nacional del Litoral, que delegó en el exgobernador Manuel Menchaca las gestiones frente al gobierno nacional. Se generaron varios proyectos de diputados santafesinos para la creación de la Universidad, pero solo el del diputado Jorge Raúl Rodríguez (1891-1929) contemplaba el modelo de Universidad regional que pretendían los santafesinos. La Federación Universitaria del Litoral, conformada en 1918, entrevistó al Presidente Yrigoyen y ese mismo año logró el aval del Primer Congreso de Estudiantes Universitarios reunido en Córdoba. Finalmente, la UNL fue creada por Ley Nacional el 17 de octubre de 1919 (hace 105 años) constituyéndose en la «hija de la Reforma» y la primera institución con sedes en cuatro provincias.
En el año 1929, se crea el Instituto de Investigaciones Científicas y Tecnológicas: el primer espacio diferenciado dentro de la Universidad Nacional del Litoral dedicado a la investigación, creándose una certificación específica: el Certificado de Investigación. Aparece una nueva profesión: la de investigador. Horacio Damianovich será el director del Instituto con dedicación exclusiva, con atribuciones de contratar personal, formar jóvenes investigadores y organizar una publicación del Instituto alejado de la enseñanza convencional de cátedra.
En la década del 40 y del 50 se abrirán nuevas facultades durante la gestión de Ángel Guido, quien  fue rector durante el período 1948-1950 en 1948 se abre la Facultad de Bioquímica y Ciencias Biológicas, en agosto de 1949 Facultad de Ciencias Económicas y en mayo de 1950 Facultad de Ciencias Veterinarias y la de Ingeniería Química. Tras renunciar al cargo por cuestiones medicas asume el 2 de octubre de 1950, como rector el Dr Bernardo Juan Guilhé asesor del concejo universitario quién inaugura la Facultad de Ingeniería y Ciencias Hídricas y en 1954 la Escuela Superior Universitaria de Sanidad “Ramón Carrillo”.
Durante la gestión de Guilhé se creó el Departamento de Extensión Universitaria, sobre la base de cuatro líneas de trabajo: Cultural y Artística, Educacional, Socioeconómica y Asesoramiento Científico y Tecnológico. Desarrolló una amplia agenda en toda la provincia de Santa Fe, desde la creación de centros de educación barrial, capacitación en sindicatos y organización de cooperativas

Entre 1955 y 1959 la vida institucional se vio afectada por medidas restrictivas de la libertad de cátedra, la intervención de la misma la restricción del derecho de reunión, cesantías de profesores y expulsiones de estudiantes, sumada a la inestabilidad política de las posteriores décadas de 1960 y 1970.
En 1955 fue creado el Instituto de Cinematografía, uno de los más avanzados del país que sería disuelto durante el Proceso de Reorganización Nacional en 1976.

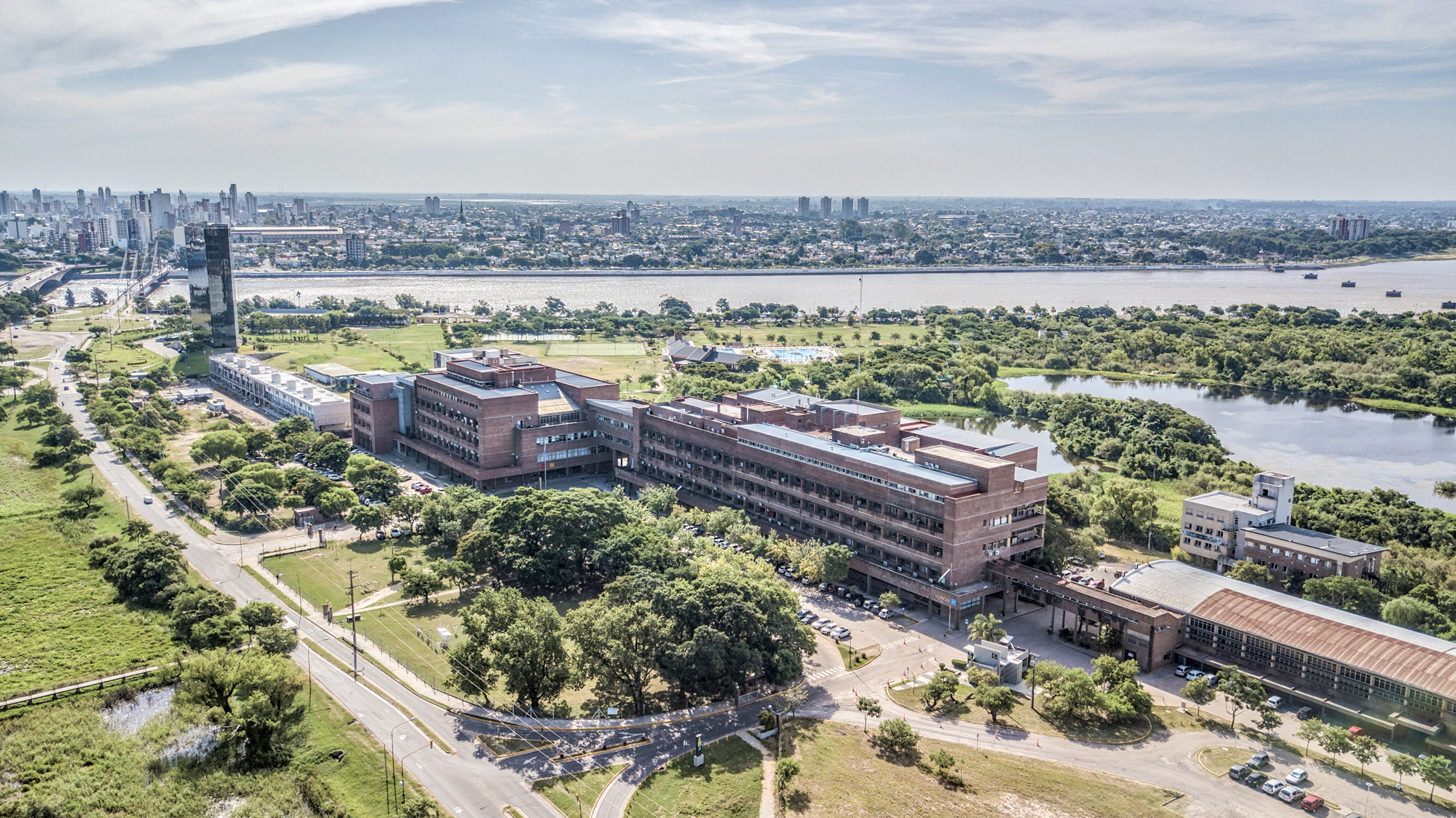
Imagen aérea de la Ciudad Universitaria de la Universidad Nacional del Litoral. En el predio conviven cinco facultades, un instituto y una escuela superior. Está ubicada en la zona de la Ruta Nacional 168 de Santa Fe.

## Unidades Académicas

### Facultades, Escuela Superior e Instituto
- FADU | Facultad de Arquitectura, Diseño y Urbanismo

Decano: Arq. Sergio Cosentino
- FBCB | Facultad de Bioquímica y Ciencias Biológicas

Decana: Bioq. Adriana Ortolani
- FCA | Facultad de Ciencias Agrarias

Decano: Msc. Oscar Osan
- FCE | Facultad de Ciencias Económicas

Decano: CPN Liliana Dillon

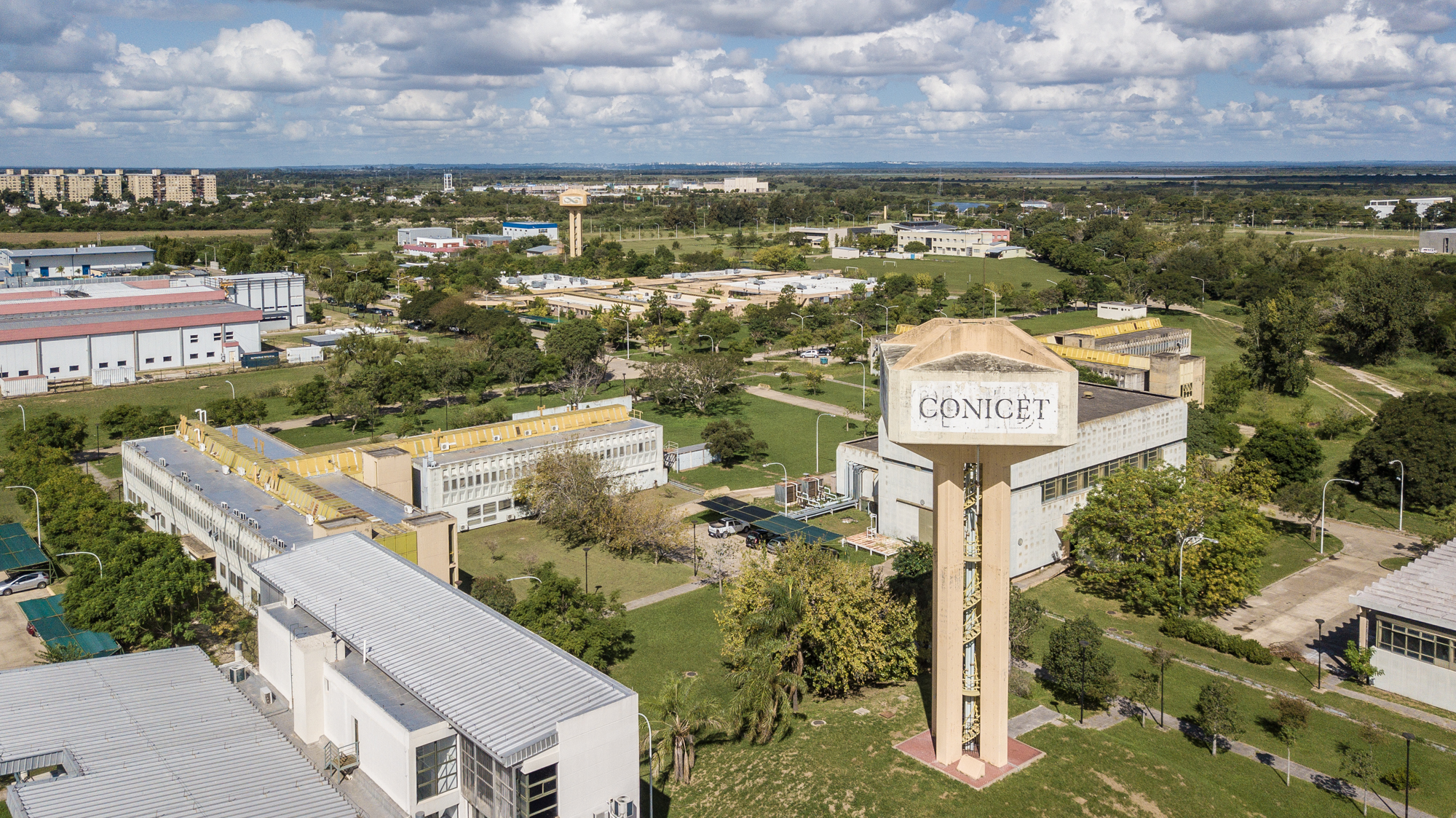
Imagen aérea del predio en el que está ubicado el CONICET y PLTC en la Ciudad de Santa Fe.

- Imagen aérea del Predio deportivo y recreativo de la Universidad Nacional del Litoral y de ATE. Está ubicado en la zona de la Costanera Este y la Ruta Nacional 168 de Santa Fe.Imagen aérea del predio en el que está ubicado el CONICET y PLTC en la Ciudad de Santa Fe.FCJS | Facultad de Ciencias Jurídicas y Sociales

Decano: Abog. Claudia Levín

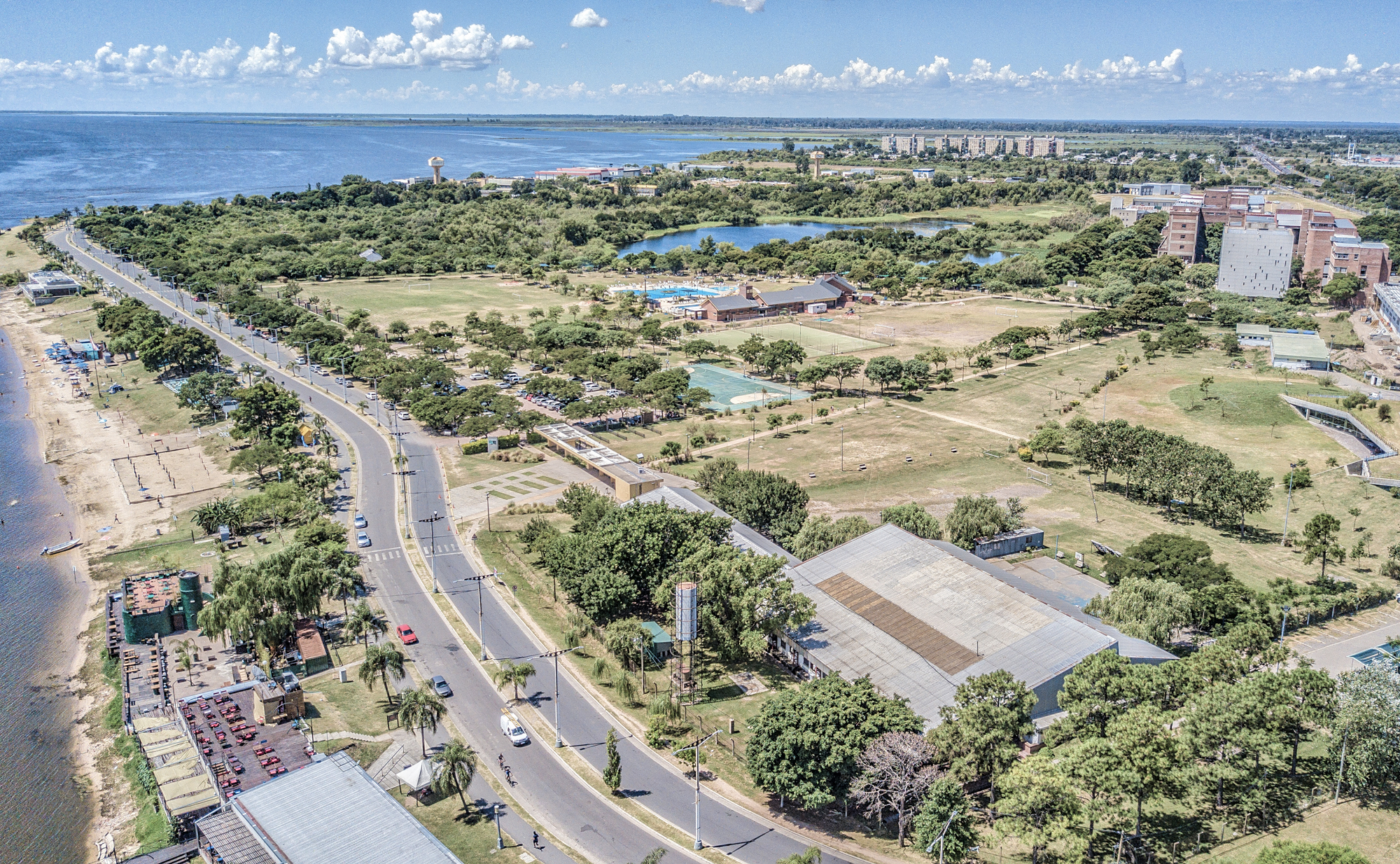
Imagen aérea del Predio deportivo y recreativo de la Universidad Nacional del Litoral y de ATE. Está ubicado en la zona de la Costanera Este y la Ruta Nacional 168 de Santa Fe.

- FCM | Facultad de Ciencias Médicas

Decana: Dr. Matías Candioti Busaniche
- FCV | Facultad de Ciencias Veterinarias

Decano: Méd. Vet. Sergio Parra

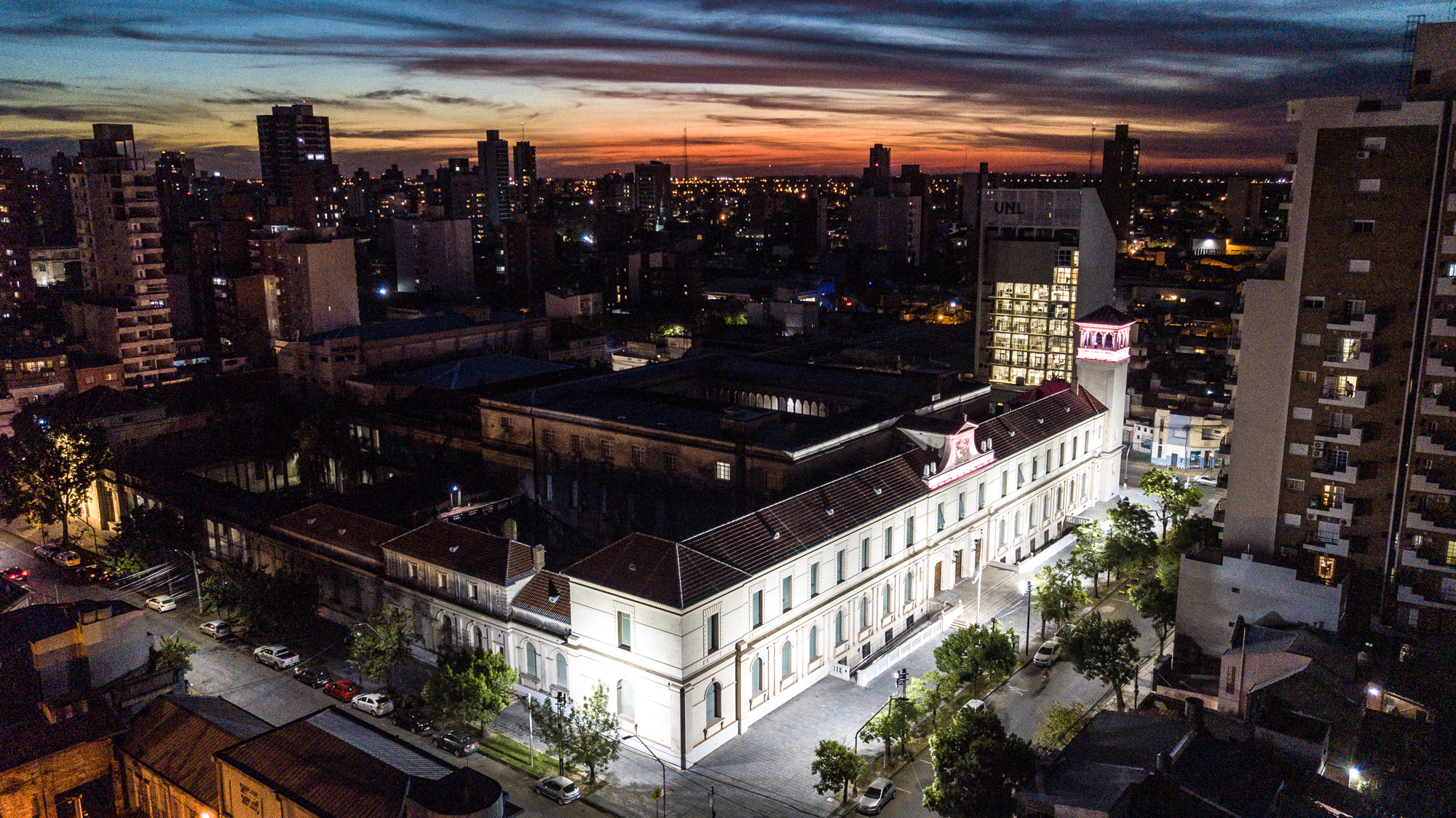
Imagen aérea de la Facultad de Ciencias Jurídicas y Sociales de la Universidad Nacional del Litoral (FCJS-UNL)

- FHUC | Facultad de Humanidades y Ciencias

Decana: Prof. Laura Tarabella
- FIQ | Facultad de Ingeniería Química

Decano: Dr. Adrián Bonivardi
- FICH | Facultad de Ingeniería y Ciencias Hídricas

Decano: Dr. Raúl Pedraza
- ISM | Instituto Superior de Música

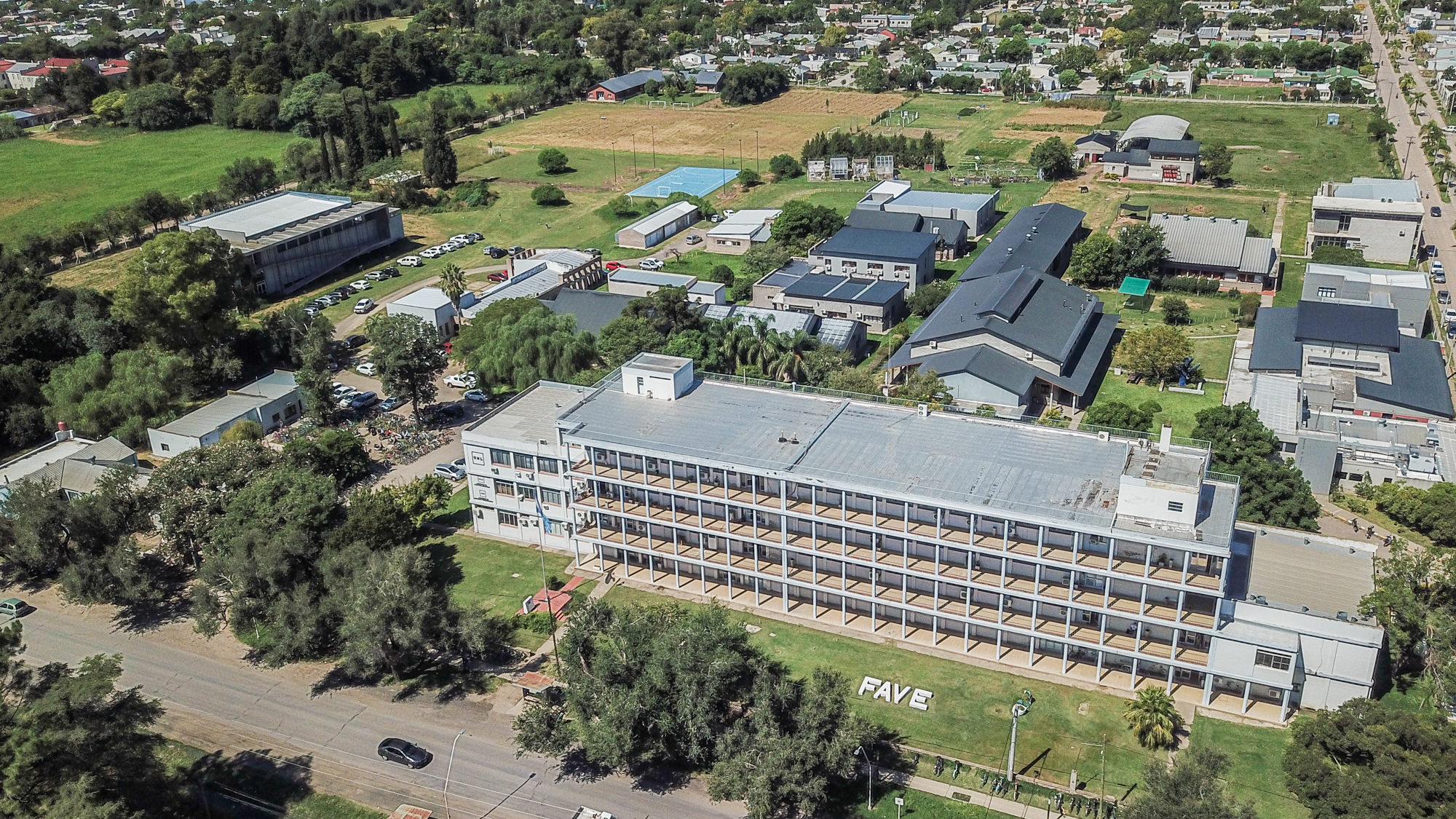
Imagen aérea del Campus FAVE de la Universidad Nacional del Litoral ubicado en la ciudad de Esperanza (Santa Fe)

Director: Mgter. Damián Rodríguez Kees
- ESS | Escuela Superior de Sanidad “Ramón Carrillo”

### Centros Universitarios
- Centro Universitario Reconquista – Avellaneda

Director: Dr. Eduardo Eliseo BARONI
- Centro Universitario Gálvez

Director: Ing. Gustavo MENÉNDEZ
- Sede UNL Rafaela – Sunchales

Director: Mg. Ing. Hugo ERBETTA

### Escuelas
- Escuela Secundaria UNL

- Escuela Industrial Superior
- Escuela de Agricultura, Ganadería y Granja

### Nivel Inicial y Primario

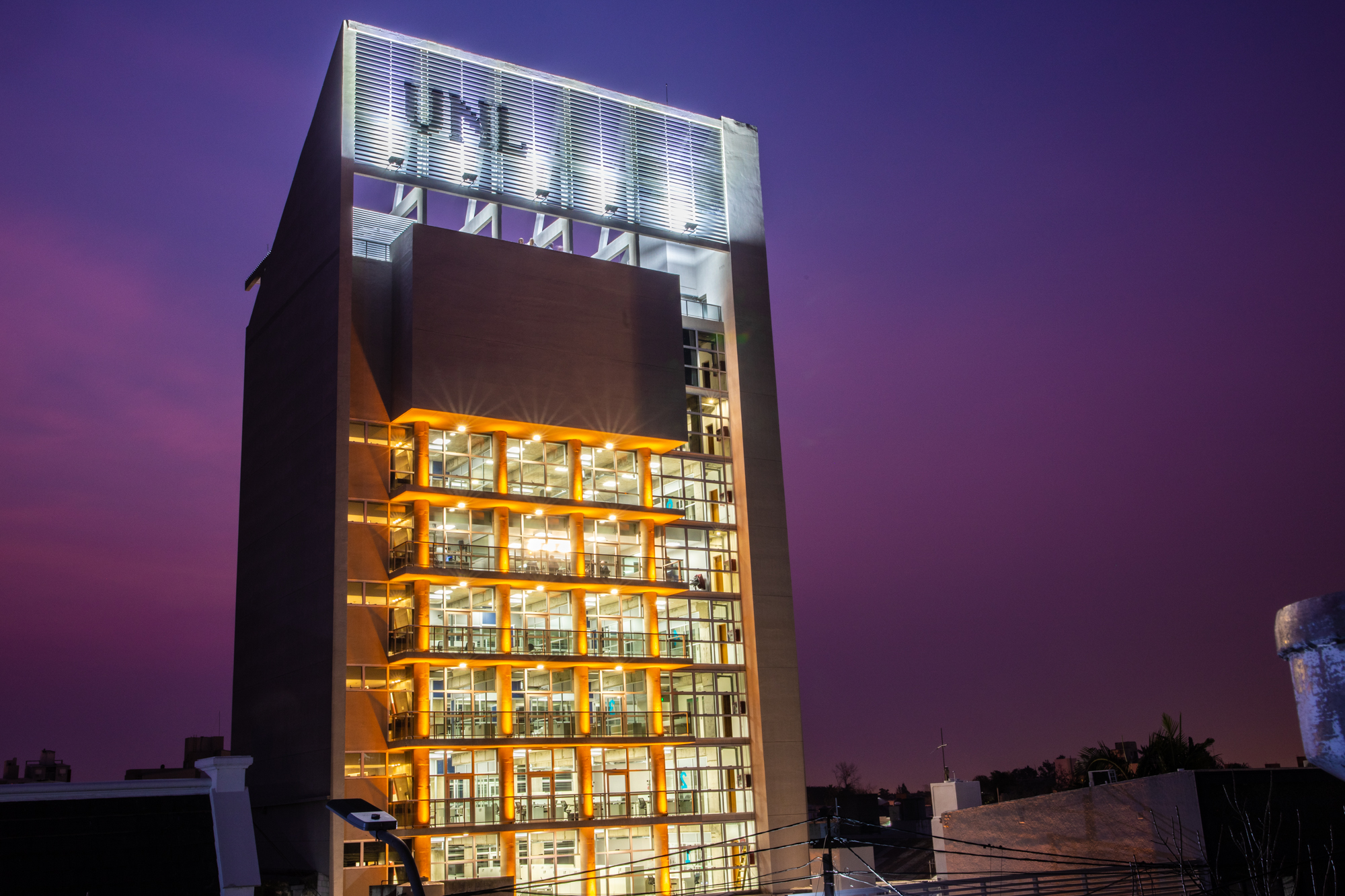
Imagen del Edificio ETICA de la Universidad Nacional del Litoral. En este moderno edificio conviven la Dirección de Comunicación Institucional, los medios de comunicación universitarios y el CEDyT.

- Imagen del Edificio ETICA de la Universidad Nacional del Litoral. En este moderno edificio conviven la Dirección de Comunicación Institucional, los medios de comunicación universitarios y el CEDyT.Jardín La Ronda
- Escuela Primaria UNL

## Cultura

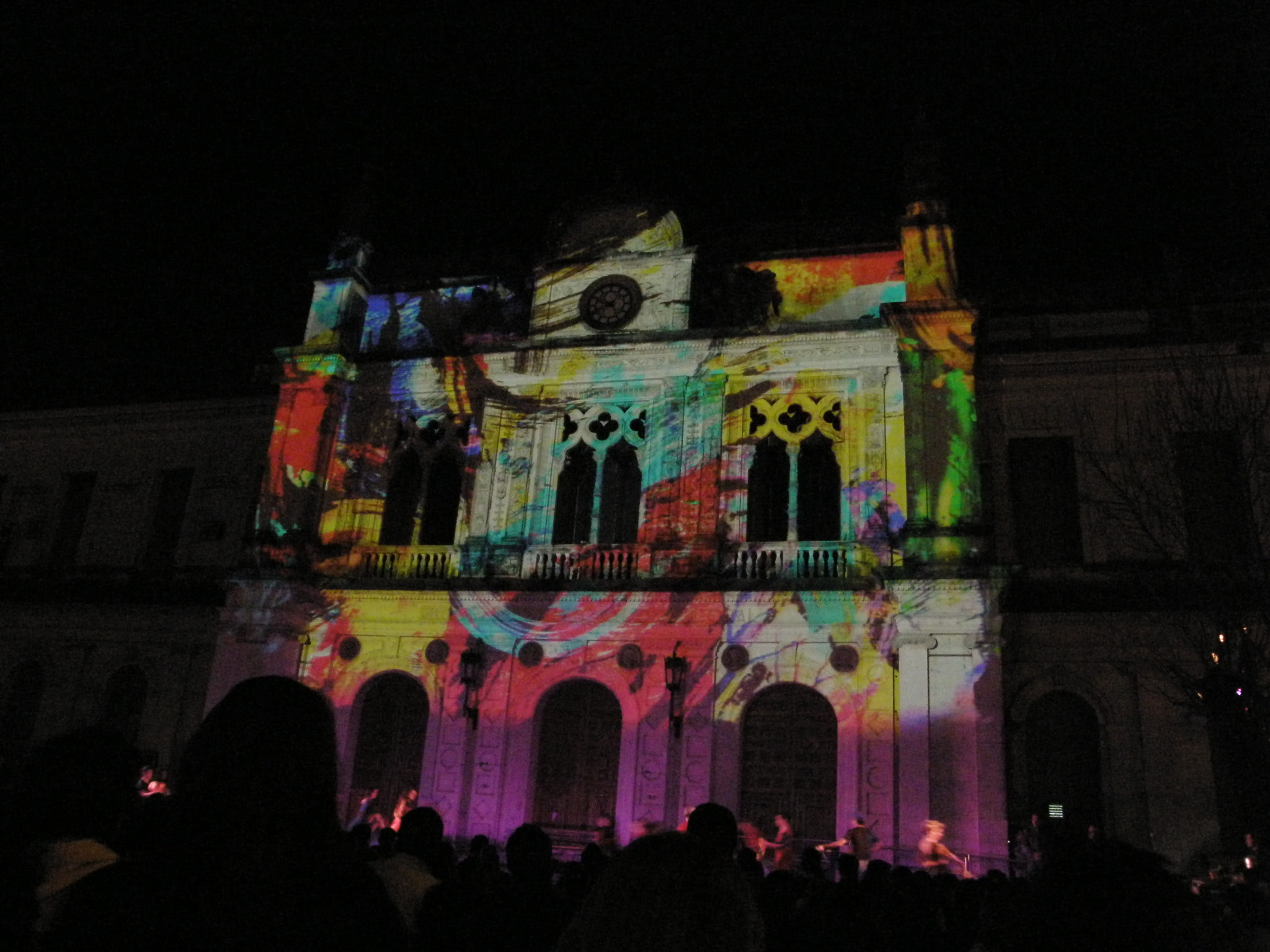
Mapping sobre la fachada de la Universidad Nacional del Litoral en la 10ª edición de la Bienal de Arte Joven UNL

### Bienal del Arte Joven UNL
La Bienal de Arte Joven nació como una inquietud de estudiantes universitarios en el año 1994, quienes junto a la Secretaría de Cultura coincidieron en la necesidad de generar un espacio común en el que los jóvenes pudiesen exponer sus producciones artísticas

## Listado de rectores
| Período     | Rector                          | Observaciones |
| ----------- | ------------------------------- | --- |
| 1920-1922   | José Santos Salinas             | Rector designado por Decretos del 18 de marzo de 1922 y el 3 de abril de 1922. |
| 1922        | José Benjamín Ábalos            | Rector nombrado por el Poder Ejecutivo Nacional. |
| 1922-1923   | Benito Nazar Anchorena          | Rector Interventor. |
| 1923        | Severo A. Gómez                 | Rector interino designado por el Poder Ejecutivo Nacional. |
| 1923-1927   | Pedro Ernesto Martínez          | Rector electo. |
| 1927-1928   | Rafael Araya                    | Rector electo. |
| 1928-1930   | Roque Anselmo Izzo              | Rector interventor. |
| 1930        | Teodoro Fracassi                | Vicerrector a cargo del Rectorado. |
| 1930-1931   | Pedro Ernesto Martínez          | Rector electo. |
| 1931        | Teodoro Fracassi                | Vicerrector a cargo del Rectorado. |
| 1931-1932   | Abraham de la Vega              | Rector interventor. |
| 1932        | Camilo José M. Muniagurria      | Decano a cargo del Rectorado. |
| 1932        | Horacio Jaime Damianovich       | Rector electo. Ejerció desde enero hasta marzo. |
| 1932        | Rafael Bielsa                   | Decano a cargo del Rectorado. Ejerció desde marzo hasta mayo. |
| 1932        | Augusto Miguel Morissot         | Vicerrector a cargo del Rectorado. Ejerció desde mayo hasta julio. |
| 1932-1934   | Augusto Miguel Morissot         | Rector electo. |
| 1934        | Fermín Lejarza                  | Rector interventor. Ejerció desde enero hasta septiembre. |
| 1934        | Horacio J. Damianovich          | Decano a cargo del Rectorado. Ejerció desde septiembre hasta noviembre. |
| 1934-1943   | Josué Gollán                    | Rector electo. |
| 1943        | Jordán Bruno Genta              | Rector interventor. Ejerció desde agosto hasta septiembre. |
| 1943        | Salvador Melchor Dana Montagno  | Rector interventor. Ejerció en el mes de octubre. |
| 1943-1944   | Rómulo Etcheverry Boneo         | Rector interventor. |
| 1944        | Ataliva Herrera                 | Delegado interventor a cargo. Ejerció en el mes de septiembre. |
| 1944        | Rómulo Amadeo                   | Delegado interventor a cargo. Ejerció en el mes de septiembre. |
| 1944-1945   | Juan Ramón Álvarez Prado        | Rector interventor. |
| 1945        | Santos J. Saccone               | Rector interventori |
| 1945        | Cortés Colón Solís Plá          | Vicerrector nombrado por el Consejo Superior. Ejerció entre marzo y abril. |
| 1945-1946   | Josué Gollán                    | Rector electo. |
| 1946        | Miguel Mordeglia                | Rector interventor. |
| 1946-1947   | Julio A. Tezanos Pintos         | Rector interventor. |
| 1947-1948   | Edgardo María Ilaire Chaneton   | Rector interventor. |
| 1948-1950   | Ángel Francisco Guido           | Rector nombrado por el Poder Ejecutivo Nacional. |
| 1950-1951   | Carlos Julián Ferreira          | Rector interventor. |
| 1951-1952   | Bernardo Juan Guilhé            | Rector interventor. |
| 1952-1955   | Raúl Norberto Rapela            | Rector designado por el Poder Ejecutivo Nacional. |
| 1955        | Alejandro Greca                 | De marzo hasta junio de 1955 se desempeñó como vicerrector a cargo y desde junio hasta septiembre fue nombrado rector por el Poder Ejecutivo Nacional.                                          |
| 1955-1957   | José María Manuel Fernández     | Rector interventor. |
| 1957-1962   | Josué Gollán                    | Rector electo. |
| 1962-1966   | Cortés Colón Solís Plá          | Rector electo. |
| 1966-1967   | Manuel Joaquín Pedro de Juano   | Rector designado por el Poder Ejecutivo Nacional. |
| 1967-1968   | José Luis Valentín Cantini      | Rector designado por el Poder Ejecutivo Nacional. |
| 1968-1971   | Eduardo Nicanor Álvarez         | Rector designado por el Poder Ejecutivo Nacional. |
| 1971-1972   | Jorge Braulio Mullor            | Rector designado por el Poder Ejecutivo Nacional. |
| 1972-1973   | Esteban Homet                   | De agosto hasta octubre de 1972 se desempeñó como vicerrector designado por el Consejo Superior. Concluyó su ciclo designado por el Poder Ejecutivo Nacional.                                   |
| 1973-1974   | Roberto Ceretto                 | Rector designado por el Poder Ejecutivo Nacional. |
| 1974-1975   | Celestino Ángel Marini          | Rector normalizador designado por el Poder Ejecutivo Nacional. |
| 1975-1976   | Julio Argentino García Martínez | Rector designado por el Poder Ejecutivo Nacional. |
| 1976        | José Hipólito Núñez             | Rector delegado de la Junta Militar. |
| 1976-1983   | Jorge Douglas Maldonado         | Rector Interventor designado por el gobierno de facto. |
| 1983-1986   | Benjamín Stubrin                | Rector normalizador designado por el Poder Ejecutivo Nacional. |
| 1986-1994   | Juan Carlos Hidalgo             | Rector electo por Asambleas Universitarias. |
| 1994-2000   | Hugo Storero                    | Rector electo por Asamblea Universitaria. |
| 2000-2007   | Mario Barletta                  | Rector electo por Asamblea Universitaria. |
| 2007-2014   | Albor Cantard                   | Rector electo por Asamblea Universitaria. |
| 2014-2015   | Albor Cantard                   | Rector electo por Asamblea Universitaria. En diciembre de 2015 toma licencia al ser designado como Secretario de políticas universitarias dependiente del Ministerio de Educación de la Nación. |
| 2015-2018   | Miguel Irigoyen                 | Hasta diciembre de 2015 fue vicerrector a cargo y desde ese entonces se desempeñó como rector en reemplazo de Albor Cantard.                                                                    |
| 2018 - 2022 | Enrique José Mammarella         | Rector electo por Asamblea Universitaria. |

## Doctores Honoris Causa
| Fecha de distinción | Nombre completo                  | Profesión u ocupación |
| ------------------- | -------------------------------- | --- |
| 1942                | Ricardo Rojas                    | Escritor, docente e investigador argentino. |
| 1958                | Luis Jiménez de Asua             | Jurista y político español. |
| 1965                | Alfonso Asenjo Gómez             | Neurocirujano e investigador chileno. |
| 1968                | Luis Gedda                       | Profesor y doctor italiano. |
| 1969                | Adolfo Gelsi Bidart              | Abogado y político uruguayo. |
| 1981                | Luis Federico Leloir             | Médico e investigador argentino. Premio Nobel de Química. |
| 1994                | Manuel Sadosky                   | Físico-matemático argentino. |
| 1994                | Ernesto Sábato                   | Escritor, ensayista, político y artista visual argentino. |
| 1996                | Adolfo Bioy Casares              | Escritor, traductor y periodista argentino. |
| 1997                | René Favaloro                    | Cardiocirujano argentino. |
| 2001                | Ernesto Garzón Valdés            | Abogado y filósofo del derecho argentino. |
| 2001                | Mario Bunge                      | Físico-matemático y filósofo argentino. |
| 2002                | Tulio Halperín Donghi            | Historiador y profesor argentino. |
| 2003                | Gregorio Klimovsky               | Matemático y epistemólogo argentino. |
| 2004                | Juan José Saer                   | Escritor, ensayista y profesor argentino. |
| 2006                | Julio Hipólito Guillermo Olivera | Economista y doctor en Derecho argentino. |
| 2006                | Ricardo Luis Lorenzetti          | Abogado argentino, Ministro de la Corte Suprema de Justicia de la Nación.                                                                                            |
| 2007                | Bernardo Kliksberg               | Doctor en Ciencias Económicas y en Ciencias Administrativas, sociólogo y asesor de organismos internacionales argentino.                                             |
| 2008                | Raúl Ricardo Alfonsín            | Abogado, político, académico, estadista, co-fundador de la Asamblea Permanente por los Derechos Humanos. Expresidente de la Nación y representante de la democracia. |
| 2008                | Jorge Brovetto                   | Ingeniero químico uruguayo, profesor universitario e investigador científico.                                                                                        |
| 2008                | Manfred Max-Neef                 | Economista, político y ambientalista chileno. Premio Nobel Alternativo de economía.                                                                                  |
| 2009                | Paulo Archías Mendes Da Rocha    | Arquitecto y urbanista brasileño, docente, Premio Pritzker de arquitectura.                                                                                          |
| 2010                | Luigi Ferrajoli                  | Jurista italiano. Especialista en Filosofía del Derecho y garantismo constitucional.                                                                                 |
| 2010                | Jesús Santamaría                 | Científico, destacado docente, investigador español. |
| 2011                | Michel Prieur                    | Jurista, destacado docente, investigador. |
| 2012                | Francesco Tonucci                | Pedagogo italiano. Pensador, psicopedagogo y dibujante bajo el seudónimo de Frato. Autor de diversos libros.                                                         |
| 2013                | André Braun                      | Químico suizo, destacado referente mundial de la Fotoquímica Aplicada.                                                                                               |
| 2014                | Luis Caffarelli                  | Matemático argentino, destacado en el campo de ecuaciones diferenciales en derivadas parciales y sus aplicaciones.                                                   |
| 2014                | Manuel Atienza                   | Filosofía del Derecho. |
| 2015                | Jorge Mosset Iturraspe           | Abogado. |
| 2016                | Robert Alexy                     | Jurista y especialista en Filosofía del Derecho. |
| 2017                | Alicia Camilloni                 | Profesora y especialista en Educación. |
| 2017                | Néstor García Canclini           | Doctor en Filosofía, escritor, profesor, antropólogo y crítico cultural argentino.                                                                                   |
| 2017                | Alan Rouquié                     | Politólogo y especialista en América Latina contemporánea. |
| 2018                | Ignacio Grossmann                | Referente internacional en el ámbito de la Ingeniería Química. |
| 2019                | Owen Fiss                        | Referente en la formación académica del Derecho en Estados Unidos y Latinoamérica.                                                                                   |
| 2020                | Jorge Francisco Liernur          | Arquitecto y especialista en historia de la Arquitectura. |
| 2021                | Aída Kemelmajer de Carlucci      | Doctora en Derecho y jurista. |
| 2022                | Hugo Oscar Juri                  | Médico Cirujano. Docente. Gestor Universitario. |
| 2023                | Alicia Marcela Dickenstein       | Doctora en Ciencias Matemáticas. Prestigiosa investigadora reconocida a nivel mundial.                                                                               |
| 2023                | Elena Castro Martínez            | Doctora en Química Industrial. Docente e investigadora especializada en relaciones ciencia – industria.                                                              |
| 2023                | Ignacio Fernández de Lucio       | Doctor en Ingeniería Agronómica. Docente e investigador especializado en sistemas de innovación.                                                                     |
| 2024                | Diana Maffía                     | Doctora en Filosofía y Letras. Docente e investigadora especializada en temas de Género.                                                                             |
| 2025                | Gabriel Adrián Rabinovich        | Bioquímico y Doctor en Inmunología. Docente UBA e Investigador Superior del CONICET.                                                                                 |

## Medios universitarios

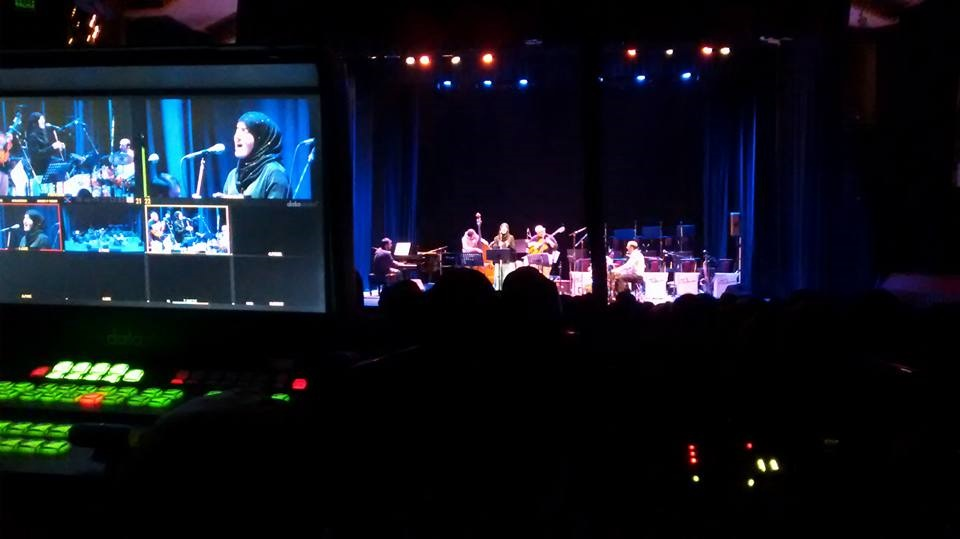
Transmisión en vivo de Litus del Festival de Jazz de Santa Fe.

La Universidad Nacional del Litoral cuenta con diversos medios de comunicación: la radio AM LT10 «Radio Universidad Nacional del Litoral»; la radio FM 103.5 «La X»; un periódico digital de noticias, y un canal de televisión: «Litus».

## UNL Virtual - Educación a Distancia

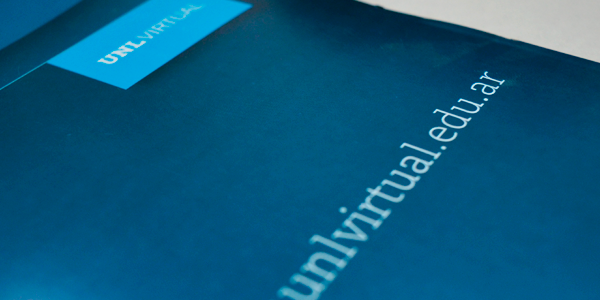
UNLVirtual el programa de educación a distancia de la Universidad Nacional del Litoral

La Universidad Nacional del Litoral crea el Programa de Educación a Distancia: UNLVirtual en el año 1999 con el propósito de ampliar la cobertura educativa, democratizar el acceso a los conocimientos y a la formación universitaria.
En los comienzos fue un sistema con soporte satelital que permitía transmitir clases en directo a una importante cantidad de aulas satelitales ubicadas en las provincias de Santa Fe, Entre Ríos y Córdoba.

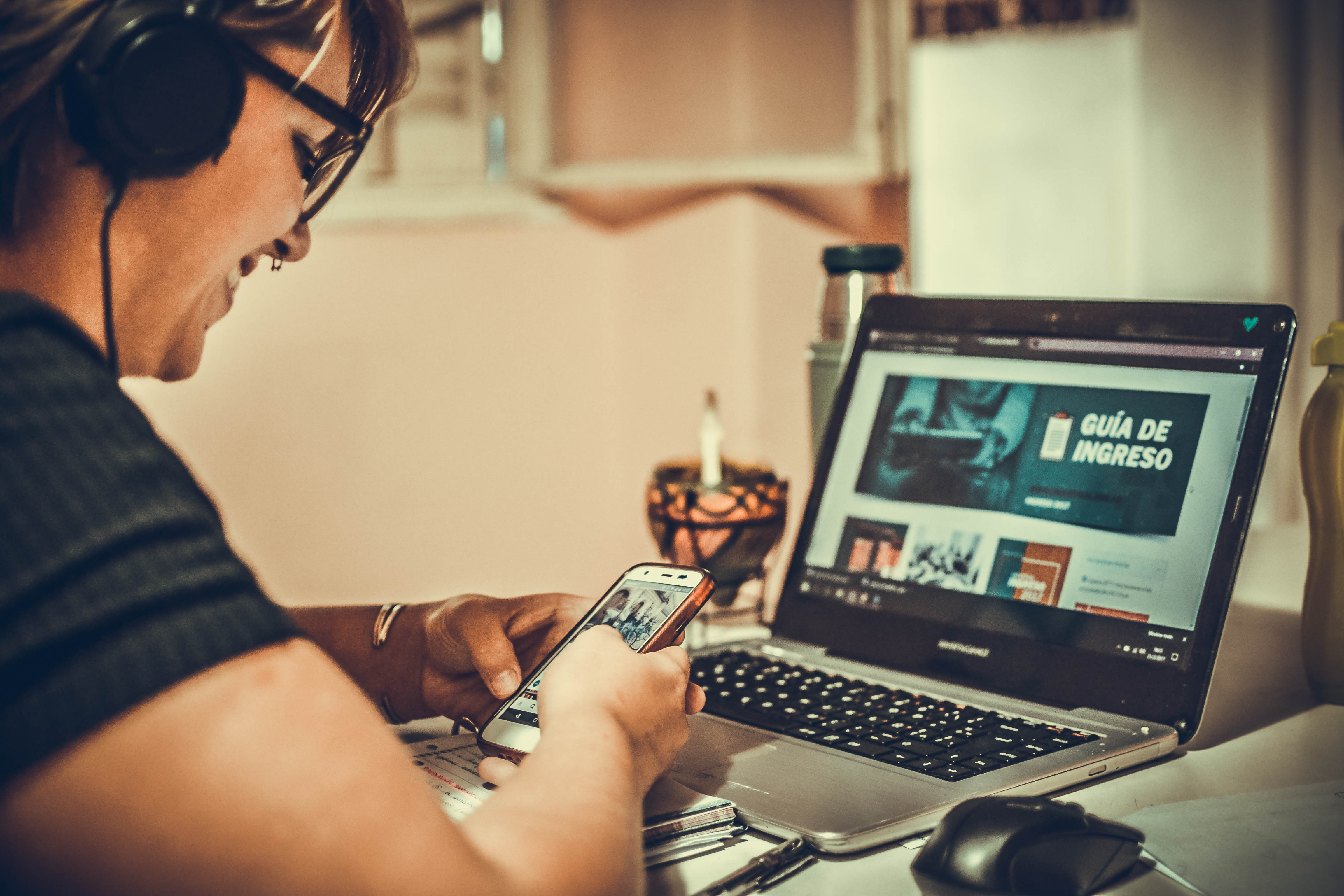
Recursos virtuales que permiten la realización de las actividades académicas y administrativas vía Internet

En 2002 se dejó atrás la tecnología satelital, la cual además de que comenzaba a quedar obsoleta, limitaba la expansión geográfica del sistema. Se incorporaron videos educativos y una plataforma e-learning y se amplió el alcance del sistema a nuevas provincias.
Los buenos resultados de la experiencia de implementar tecnología web en el proceso educativo, derivaron en el desarrollo de nuevos recursos virtuales que permitiesen la realización de las actividades académicas y administrativas vía Internet. La adopción de tecnología web y la implementación de un Campus Virtual con espacios con funcionalidades análogas a la modalidad presencial -aulas, bibliotecas, alumnados- configura la nueva dimensión del sistema de educación a distancia, UNLVirtual, que permite estudiar en la Universidad Nacional del Litoral desde cualquier lugar del país.

### Centro Multimedial de Educación a Distancia
El Centro Multimedial de Educación a Distancia (CEMED) es la Unidad de Gestión de vinculación con los actores de la comunidad universitaria, donde se concentran las tareas de asesoramiento y apoyo a la modalidad, conformado por equipos que abordan estas tareas, dando respuestas institucionales a la integración de las innovaciones educativas a partir de la intervención de las TIC en el contexto universitario.
El CEMED depende de la Secretaría Académica de la UNL y se estructura bajo una Dirección que define los lineamientos y coordina las acciones generales del Programa, actualmente a cargo de la Esp. Prof. María Alejandra Ambrosino.

## Investigación aplicada de frontera

### Reactor solar purificador
Investigadores de la UNL desarrollaron un equipo que usa las radiaciones ultravioleta e infrarroja para destruir el 2,4-D, un agroquímico muy utilizado. El reactor procesa en poco tiempo agua contaminada con el principio activo del herbicida y, a partir de una reacción química llamada foto-Fenton, logra inhibir la toxicidad del líquido. El desarrollo se hizo acreedor del premio Innovar a la vinculación tecnológica 2010.

### Software detector de perturbaciones en el sueño
Sin la necesidad de poseer infinidad de cables y electrodos, un sistema diseñado por investigadores de la UNL es capaz de detectar las interrupciones en la respiración mientras se duerme. El equipo puede ser empleado por no expertos y además es económico y no invasivo. De fácil colocación y uso, el dispositivo permitirá simplificar el diagnóstico de la apnea del sueño, una enfermedad que afecta a uno de cada 25 argentinos.

### Software detector de problemas cardíacos
El software desarrollado es capaz de en solo 15 minutos; el programa clasifica las señales que se graban en sistemas como el Holter y orienta al médico en la búsqueda de patologías. Una parte del sistema fue íntegramente realizada por investigadores de la UNL y ya se comercializa en toda Latinoamérica.

### Boyas marinas automáticas meteorológicas
La UNL desarrolla boyas marinas meteorológicas que sirven para medir presión, humedad del ambiente, radiación, viento, conductividad y temperatura del agua. El objetivo del proyecto se enmarca en establecer una red pública de estaciones meteorológicas sobre la plataforma continental.

### Aditivo probiótico no bacteriano
La UNL desarrolló, como probióticos, pero sin bacterias, un aditivo en forma de polvo que permite transformar en beneficioso para la salud cualquier alimento. Los investigadores lo obtuvieron a partir de suero de manteca. El producto, único en el mundo, cumple con las características de los probióticos y posee ventajas sobre estos, ya que puede incorporarse a una gran variedad de alimentos. Las empresas lácteas estarían preparadas para iniciar su fabricación.

### Nanovehículos protectores
Un grupo de investigadores de la UNL diseñó «nanovehículos» capaces de contener, transportar y liberar agentes bioactivos como bacterias probióticas, vitaminas y otras sustancias benéficas. La innovación del grupo de investigadores, distinguido con un reconocimiento internacional, es valiosa tanto para la industria de alimentos como para la farmacéutica y cosmética.

### Membranas para obtener hidrógeno
El hidrógeno es una de las grandes promesas de las energías limpias, es por eso que investigadores de la UNL optimizan el proceso de su generación en estado puro, necesario para el funcionamiento de celdas de combustible. También evalúan alternativas para extraerlo del bioetanol, una fuente renovable. El grupo de investigación logró el desarrollo de membranas que pudieron ser utilizadas con éxito a escala de laboratorio.

### Biorrefinería
Al producir biodiésel, se obtiene un diez por ciento de glicerol, subproducto que en grandes cantidades puede convertirse en un desecho. Investigadores de la UNL trabajan junto con productores santafesinos para transformar ese desperdicio en nuevas sustancias de mayor valor y transformarlo en el centro del sistema de la biorrefinería. El proyecto es una apuesta al logro de nuevas alternativas de desarrollo tecnológico que apuntan a hacer sustentable la refinería.

### Adoquines anti-smog
El concreto fotocatalítico utiliza la radiación solar para reducir la contaminación. Una científica argentina forma parte del equipo de investigadores holandeses que pone a prueba este sistema en Europa. En los ensayos previos se monitoreó la calidad del aire en el lugar y luego compararon los niveles de contaminación de esa calle con otra construida con adherente normal. La clave de la tecnología es la incorporación de dióxido de titanio en la mezcla.

### Paneles antisísmicos
Especialistas de la UNL desarrollaron paneles antisísmicos consistentes en bloques resistentes al agua, al fuego, con características aislantes y antisísmicas, que representan una innovación en el campo de la construcción en seco. Compatibles con otros materiales, los bloques son livianos y resistentes, aptos para la construcción de todo tipo de edificaciones rápidas y de bajo costo y se fabrican a partir de desechos de la madera. Los investigadores prueban su diseño a escala de laboratorio.

### Técnica anti-glifosato
Especialistas de la UNL lograron una tecnología que, por medio de radiación UV y agua oxigenada, elimina los residuos en el agua que resulta del lavado de los bidones que contienen el herbicida. La técnica provoca el traspaso a formas más simples e inocuas del contaminante, como agua y dióxido de carbono, es decir, compuestos que están presentes en la naturaleza.

### Predicción del drenaje urbano con imágenes de radar
En la terminal instalada en la UNL, investigadores estudian el comportamiento del agua caída en cuencas urbanas y rurales. A partir de las imágenes de radar se desarrollan modelos más realistas de la distribución espacial de las precipitaciones. El análisis de la evolución de las tormentas permite realizar previsiones en pocas horas y lograr información estratégica para la toma de decisiones.

## Deportes
Desde 1994, la UNL tiene un equipo que participa en la Liga Santafesina de Fútbol. Actualmente milita en la Primera División.